# Estación Cerrito (Corrientes)
Cerrito es una estación de ferrocarril ubicada en la localidad del Mismo Nombre, en el Departamento General Paz en la Provincia de Corrientes, República Argentina. 

## Servicios
Se encuentra Precedida por la Estación Lomas de Vallejos y le sigue la Estación Puisoye.